# Полет 933 на „Скандинейвиън Еърлайнс Систем“
Полет 933 на „Скандинавиан Еърлайнс Систем“ е редовен международен полет от летище „Копенхаген“, Копенхаген, Дания, до международното летище „Лос Анджелис“, Лос Анджелис, Калифорния, Съединените американски щати, с междинно кацане на международното летище „Сиатъл – Такома“, Сиатъл, Вашингтон, управляван от „Скандинейвиън Еърлайнс Систем“. На 13 януари 1969 г. самолетът „Макдонъл Дъглас DC-8-62“, който изпълнява полета, се разбива в залива Санта Моника в 19:21 ч., приблизително на 11 км западно от международното летище на Лос Анджелис. На борда на самолета има 9 души екипаж и 36 пътници.
3 членове на екипажа и 12 пътници загиват при удара. От тях 4 са потвърдени като удавени, докато 11 изчезват и се смятат за мъртви. 11 пътници и останалите 6 членове на екипажа са ранени, а 13 пътници са без наранявания. 30 души оцеляват. Инцидентът става в международни води и разследването е проведено в съответствие с Конвенцията за международно гражданско въздухоплаване и правителството на Норвегия. Това е 20-ата загуба на DC-8 и по това време е 10-ият най-смъртоносен инцидент от този тип. Това е третата фатална катастрофа за превозвача и последната преди сблъсъка на пистата на летище Линате през 2001 г.
Разследването издава окончателния си доклад на 1 юли 1970 г. В него се посочва като вероятна причина неправилно управление на ресурсите на екипажа и че самолетът е напълно способен да извърши заход и кацане. Машината изпълнява заход по прибори, но следва неразрешен заход за обратен курс. Катастрофата в морето е от пилотска грешка; пилотите са толкова заети с това, че светлината на носовия преден колесник не свети в зелено, че загубват представа за ситуацията и не успяват да проследят височината си.
Две подобни катастрофи се случват през следващото десетилетие. Събитията при полет 401 на „Ийстърн Еър Лайнс“ са преломни за безопасността на авиокомпанията. През 1972 г. целият екипаж е зает с изгоряла лампа на колесника и не забеляза, че автопилотът е изключен. Самолетът постепенно губи височина и се разбива. Подобен инцидент се случва и през 1978 г., когато капитанът на самолета при полет 173 на „Юнайтед Еърлайнс“ е разсеян от проблем с колесника и не обръща внимание на притесненията на екипажа си относно нивото на гориво, което довежда до изчерпването му за всички двигатели и катастрофа на машината.